# Душан Срезојевић
Душан Срезојевић (Јагодина 12. октобар 1886 — Београд, 15. јануар 1916) је био српски авангардни песник, приповедач и полемичар.

## Биографија
Основну школу и гимназију, до мале матуре, завршио је у Јагодини, а више разреде и матуру у Београду. Студирао је српску књижевност, националну историју и француски језик, код Богдана и Павла Поповића, Јована Скерлића, Александра Белића. Дипломирао је 1911. године.
Прву песму објавио је 1908. у Српском књижевном гласнику. Поезију је углавном објављивао у следећим часописима и листовима: Бранково коло (1909-1911), Борба (1910 — 1912), Ново време (1910), Социјалист (1910), Звезда (1912).
Његову песму Унутрашњи дијалог уврстио је Богдан Поповић у Антологију новије српске лирике (1911).
За живота објавио је само једну збирку песама, Златни даси (Крагујевац, 1912).
Душан Срезојевић, неправедно скрајнути песник без гроба, споменика и икакве фотографије, који је са неколико песама (које су представљале поетски међаш и претечу авангарде),  досегао врхове српске поезије, много година после смрти, књижевно је васкрсао (нарочито, преко његове „Безимене песме“) благодарећи антологијама и историјама наше књижевности, чији су приређивачи и аутори били Богдан Поповић, Божидар Ковачевић, Васко Попа, Зоран Мишић, Предраг Палавестра, Миодраг Павловић и други.
Посебно треба истаћи да је књига прештампана (са обимном студијом, коментарима и белешкама Драгутина Огњановића) у издању крагујевачке Светлости 1975. године.
Иста је доживела још једно издање, под именом „Златни даси и друге песме“, приређивача Миливоја Ненина и Зорице Хаџић, објављено 2008. године у Београду.
Књижевни клуб „Ђура Јакшић“, из Јагодине, установио је од 1989. године, књижевну награду „Душан Срезојевић“, која се додељује за најбољу књигу песама рефлексивне или метафизичке тематике, објављену на српском језику, у протеклој години.
Познати јагодински новинар и књижевник Бајо Џаковић  објавио је 1999. године документарну радио – драму, која говори о једном догађају из бурног живота Душана Срезојевића, под називом „Два пуцња у Шареној кафани“.